# André Bechler
André Bechler (* als Andreas Bächler am 17. März 1883 in Moutier, heimatberechtigt in Trub und Moutier; † 4. Mai 1978 ebenda) war ein Schweizer Konstrukteur, Unternehmer und Mäzen.

## Leben

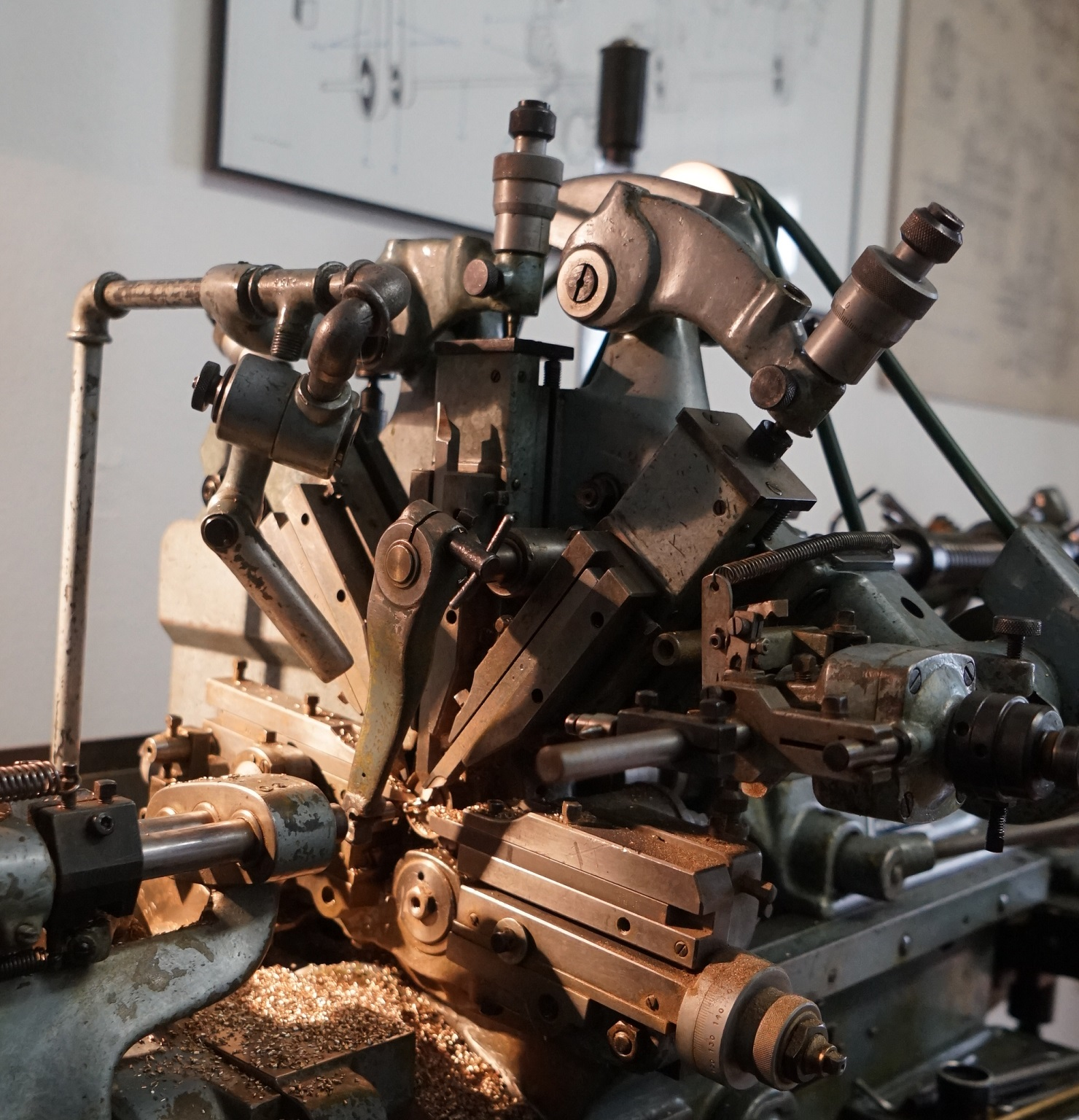
Bechler «AS4» im Musée du tour automatique et d’histoire de Moutier (2022)

André Bechler war der Sohn des Arthur Heinrich Bächler und heiratete Ruth, Tochter des Daniel Henri Guerne von Tavannes. Er absolvierte eine Mechanikerlehre bei Nicolas Junker und besuchte das Technikum Biel. Mit Joseph Pétermann gründete Bechler 1904 eine Firma zur Herstellung von automatischen Drehbänken in Moutier. Die Partner trennten sich nach zehn Jahren und Bechler beschäftigte sich mit dem Bau von Motordreirädern und Automobilen. Im Jahr 1924 stellte er seine erste automatische Drehbank her.
Als Unternehmer spielte Bechler zwei Jahre nach der Krise von 1923 eine wichtige Rolle bei der Gründung der Association pour la Défense des Intérêts du Jura (ADIJ). Sein Unternehmen war wichtigster Arbeitgeber der Region und besass 1945 drei Arbeitersiedlungen. Er trat auch in den Dialog mit den Gewerkschaften ein.
Bechler hatte Verdienste als Mäzen und wurde Ehrenbürger von Moutier. Die Unternehmen Bechler, Pétermann und Tornos schlossen sich 1974 zur Holding Tornos-Bechler SA zusammen. André Bechler starb vier Jahre später am 4. Mai in Moutier. Seine Villa beherbergt das Musée jurassien des Arts (MJA).

## Veröffentlichungen
- Der Langdrehautomat. André Bechler AG, Moutier 1956.

## Belege
1. 1 2 3  Christoph Zürcher: André Bechler. In: Historisches Lexikon der Schweiz.  7. August 2000.

| Personendaten    | Personendaten                                 |
| ---------------- | --------------------------------------------- |
| NAME             | Bechler, André                                |
| ALTERNATIVNAMEN  | Bächler, Andreas (Taufname)                   |
| KURZBESCHREIBUNG | Schweizer Konstrukteur, Unternehmer und Mäzen |
| GEBURTSDATUM     | 17. März 1883                                 |
| GEBURTSORT       | Moutier, Schweiz                              |
| STERBEDATUM      | 4. Mai 1978                                   |
| STERBEORT        | Moutier, Schweiz                              |